# Leif Hammar
Leif "Timpa" Hammar, född 25 juli 1932, död 7 juni 2017 i Trollhättan, var en svensk fotbollsspelare som gjorde två matcher för Gais i Allsvenskan 1956/1957.
Hammar inledde karriären i den lilla Trollhätteklubben Stavreds BK innan han gick vidare till IFK Trollhättan. Under vinteruppehållet 1956/1957 kom han till allsvenska Gais. För Gais blev det emellertid bara två allsvenska matcher under våren 1957, och han återvände sedan till Trollhättan, där han spelade för Trollhättans IF.
Hammar beskrevs som "liten men stark". Han hade en intelligent spelstil och ett bra skott, och var bra i luften, trots att han inte var särdeles lång. Smeknamnet "Timpa" kom från Jönköping Södras stjärna Karl "Timpa" Simonsson.